# بجاع
البجاع بلدة في محافظة ريف دمشق تتبع إدارياً لمنطقة قطنا، ناحية قرى مركز قطنا. تقع غرب دمشق. شهدت منطقتها تطورًا عقاريًا ملحوظًا في السنوات الأخيرة.
بلغ عدد سكان البجاع 1058 نسمة في تعداد عام 2004.
تقع على الجانب الجنوبي من وادي العراد، الذي يسمى محلياً وادي البجاع، ما بين عين الصفرا غرباً وعين البيضاء شرقاً. تربتها حمراء، مياهها قليلة،
تبعد 15كم عن بلدة قطنا باتجاه الشمال الشرقي.
مساكنها القديمة تقليدية من التراب (اللبن) والخشب، والحديثة أسمنتية متناثرة.
يعمل سكانها بزراعة أراضيهم (400هـ) بعلاً بالحبوب، ومروية من مياه الأودية ومن الآبار بالخضار.
يربون الأغنام والماعز والأبقار. تشرب من شبكة مياه نظامية، تضخ من بئر إرتوازي مجاور.
تصلها بطريق دمشق-بيروت طريق مزفتة فرعية طولها 4 كم، وبقطنا طريق طولها 25 كم عبر قرية الصبورة.